# Великосілля (Чернівецький район)
Великосі́лля — село в Україні, у Герцаївській міській громаді Чернівецького району Чернівецької області.

## Географія
Через село тече річка Баранка, права притока Герци.

## Історія
З 24 серпня 1991 року село входить до складу незалежної України.
У 2018 році шляхом об'єднання сільських рад, село увійшло до складу Герцаївської міської громади.
До адміністративної реформи 19 липня 2020 року село належало до Герцаївського району, після його ліквідації, увійшло до складу Чернівецького району.

## Населення

### Мова
Розподіл населення за рідною мовою за даними перепису 2001 року:
| Мова       | Кількість | Відсоток |
| ---------- | --------- | -------- |
| румунська  | 1009      | 99.02%   |
| українська | 8         | 0.79%    |
| російська  | 2         | 0.19%    |
| Усього     | 1019      | 100%     |

## Постаті
- Спринчане Олександр Георгійович (1984—2022) — старший солдат Збройних сил України, учасник російсько-української війни.